# Кемптон-Гіллз
Кемптон-Гіллз (англ. Campton Hills) — селище (англ. village) в США, в окрузі Кейн штату Іллінойс. Населення — 10 885 осіб (2020).

## Географія
Кемптон-Гіллз розташований за координатами 41°57′1″ пн. ш. 88°25′1″ зх. д. / 41.95028° пн. ш. 88.41694° зх. д. (41.950241, -88.417049).  За даними Бюро перепису населення США в 2010 році селище мало площу 44,00 км², з яких 43,79 км² — суходіл та 0,21 км² — водойми.

## Демографія
Згідно з переписом 2010 року, у селищі мешкала 11 131 особа в 3492 домогосподарствах у складі 3157 родин. Густота населення становила 253 особи/км².  Було 3608 помешкань (82/км²).
Расовий склад населення:
| - 95,4 % — білих - 1,8 % — азіатів - 0,5 % — чорних або афроамериканців - 0,2 % — корінних американців - 0,1 % — вихідців з тихоокеанських островів |

До двох чи більше рас належало 1,2 %. Частка іспаномовних становила 3,6 % від усіх жителів.
За віковим діапазоном населення розподілялося таким чином: 30,1 % — особи молодші 18 років, 61,6 % — особи у віці 18—64 років, 8,3 % — особи у віці 65 років та старші. Медіана віку мешканця становила 42,4 року. На 100 осіб жіночої статі у селищі припадало 102,9 чоловіків;  на 100 жінок у віці від 18 років та старших — 101,1 чоловіків також старших 18 років.
Середній дохід на одне домашнє господарство  становив 148 048 доларів США (медіана — 118 664), а середній дохід на одну сім'ю — 158 585 доларів (медіана — 121 628). Медіана доходів становила 94 191 долар для чоловіків та 53 294 долари для жінок. За межею бідності перебувало 4,3 % осіб, у тому числі 2,3 % дітей у віці до 18 років та 2,8 % осіб у віці 65 років та старших.
Цивільне працевлаштоване населення становило 5429 осіб. Основні галузі зайнятості: освіта, охорона здоров'я та соціальна допомога — 19,6 %, виробництво — 14,7 %, науковці, спеціалісти, менеджери — 13,8 %.